# Horatio Boileau Goad
Horatio Boileau Goad, né le 18 septembre 1839 et mort le 12 février 1896 est un policier britannique dont la carrière s'est déroulée aux Indes britanniques, jusqu'au poste de secrétaire de la corporation municipale de  Simla. Il est resté célèbre pour la connaissance extraordinaire qu'il avait des langues et coutumes locales et pour sa science du déguisement. 
Il était le fils aîné du major Samuel Boileau Goad qui avait bâti et été propriétaire 33 maisons à Simla. Rudyard Kipling se serait inspiré de Goad pour le personnage de Strickland dans la courte nouvelle « Le Saïs de Mademoiselle Youghal » (Miss Youghal's sais) de 1887, incluse dans le recueil « Simples contes des collines (Plain Tales from the Hills) » .
Goad se suicide en 1896.